# Condado de Monroe (Nueva York)
El condado de Monroe (en inglés: Monroe County) fundado en 1806 es un condado en el estado estadounidense de Nueva York. En el 2000 el condado tenía una población de 735,343 habitantes en una densidad poblacional de 431 personas por km². La sede del condado es Rochester.

## Geografía
Según la Oficina del Censo, el condado tiene un área total de 3,538 km² (1,4 mi²), de la cual 1,707 km² (0,7 mi²) es tierra y 1,829 km² (0,7 mi²) (51.72%) es agua.

### Condados adyacentes
- Lago Ontario, Canadá - norte
- Condado de Wayne, Nueva York - este
- Condado de Ontario, Nueva York - sureste
- Condado de Livingston, Nueva York - sur
- Condado de Orleans, Nueva York - oeste
- Condado de Genesee, Nueva York - oeste

## Demografía
En el 2000 la renta per cápita promedia del condado era de $44,891, y el ingreso promedio para una familia era de $55,900. En 2000 los hombres tenían un ingreso per cápita de $41,279 versus $29,553 para las mujeres. El ingreso per cápita para el condado era de $22,821. Alrededor del 11.20% de la población estaba bajo el umbral de pobreza nacional.

## Localidades
- Brighton (pueblo)
- Brockport (villa)
- Chili (pueblo)
- Churchville (villa)
- Clarkson (pueblo)
- East Rochester (villa y pueblo)
- Fairport (villa)
- Gates (pueblo)
- Greece (pueblo)
- Hamlin (pueblo)
- Henrietta (pueblo)
- Hilton (villa)
- Honeoye Falls (villa)
- Irondequoit (pueblo)
- Mendon (pueblo)

Límites de los pueblos, ciudades y villas

- North Gates (lugar designado por el censo)
- Ogden (pueblo)
- Parma (pueblo)
- Penfield (pueblo)
- Perinton (pueblo)
- Pittsford (pueblo)
- Pittsford (villa)
- Riga (pueblo)
- Rochester (ciudad)
- Rush (pueblo)
- Scottsville (villa)
- Spencerport (villa)
- Sweden (pueblo)
- Webster (pueblo)
- Webster (villa)
- Wheatland (pueblo)
  - En paréntesis el tipo de gobierno

## Educación

### Universidades
- Instituto Tecnológico de Rochester (RIT)
- Saint John Fisher College
- Universidad de Rochester
- Universidad Estatal de Nueva York en Brockport (SUNY Brockport)
- Nazareth College, Rochester
- Roberts Wesleyan College
- Monroe Community College
- Colgate Rochester Crozer Divinity School

## Trivia
- El actor Philip Seymour Hoffman, ganador de un Premio Oscar, nació en el condado de Monroe.